# Il Commissario Gamache - Misteri a Three Pines
Il Commissario Gamache - Misteri a Three Pines (Three Pines) è una miniserie televisiva anglo-canadese del 2022, che è ispirata alla serie di romanzi di Louise Penny, sul suo personaggio l'ispettore Gamache. 
Ha originalmente debuttato su Prime Video il 2 dicembre 2022 con quattro misteri su altrettanti omicidi, ciascuno composto in due episodi.
In Italia, è andata in onda su Sky Investigation e in chiaro su Giallo.
Nel marzo 2023, è stato annunciato che la serie non avrà una seconda stagione, perciò rimarrà una miniserie.

## Trama
L'ispettore Gamache vede cose che gli altri non vedono: la luce tra le crepe, il mitico nel banale, e il male nell'ordinario. 
Indaga su una serie di omicidi a Three Pines, un villaggio nell'Eastern Townships di Québec, e scopre segreti mentre affronta i fantasmi della propria vita.
È diverso dai libri: la serie include una seconda trama su tutta la stagione, con Gamache che indaga sulla scomparsa di una giovane donna.

## Puntate
| n° | Titolo originale              | Titolo italiano     | Prima TV originale | Prima TV Italia |
| -- | ----------------------------- | ------------------- | ------------------ | --------------- |
| 1  | White Out - Part 1            | Tempesta di neve    | 2 dicembre 2022    | 8 gennaio 2023  |
| 2  | White Out - Part 2            | Tempesta di neve    | 2 dicembre 2022    | 8 gennaio 2023  |
| 3  | The Cruellest Month: Part One | Il custode          | 9 dicembre 2022    | 15 gennaio 2023 |
| 4  | The Cruellest Month: Part Two | Il custode          | 9 dicembre 2022    | 15 gennaio 2023 |
| 5  | The Murder Stone: Part One    | Inganni di famiglia | 16 dicembre 2022   | 22 gennaio 2023 |
| 6  | The Murder Stone: Part Two    | Inganni di famiglia | 16 dicembre 2022   | 22 gennaio 2023 |
| 7  | The Hangman: Part One         | Il boia             | 23 dicembre 2022   | 29 gennaio 2023 |
| 8  | The Hangman: Part Two         | Il boia             | 23 dicembre 2022   | 29 gennaio 2023 |

## Produzione
Il 21 maggio 2020 è stato annunciato che Left Bank Pictures aveva opzionato la serie di romanzi di Louise Penny che parla del Commissario Gamache, con Prime Video in trattative finali per ordinare il progetto alla serie. Emilia di Girolamo è stata scelta come sceneggiatrice principale e Sam Donovan è stato annunciato come il regista principale, dirigendo quattro episodi. Tracey Deer è un consultatore della serie e ha diretto due episodi. Il 2 settembre 2021, è stato annunciato che Alfred Molina interpreterà Gamache. Rossif Sutherland, Elle-Máijá Tailfeathers, Tantoo Cardinal, Clare Coulter, Sarah Booth e Anna Tierney erano anche nel cast dei personaggi principali.
La fotografia principale è stata completata tra l'agosto e dicembre del 2021. Le riprese si sono svolte in cinque periodi a Montréal e nel Québec, soprattutto nelle Eastern Townships, la regione dove i romanzi sono ambientati e dove l'autrice Penny vive.
Il 13 marzo 2023 è stato annunciato che la serie è finita dopo una stagione. Left Bank Pictures e Prime Video non sono riusciti a raggiungere un accordo per la continuazione della serie.

## Colonna sonora
La colonna sonora contiene musica di Elisapie, The Bearhead Sisters, Chloé Stafler e Riit.

## Distribuzione
Il 1º novembre 2022 Amazon Studios ha annunciato la data d'uscita e il trailer della serie. Con 8 episodi di 1 ora ciascuno, i primi due episodi hanno debuttato il 2 dicembre 2022, con due nuovi episodi ogni settimana fino all'ultima puntata il 23 dicembre 2022. Originalmente, la serie sarebbe andata in onda solo in certi paesi: Gli Stati Uniti, il Canada, il Regno Unito, l'Irlanda, l'Australia, la Nuova Zelanda, la Svezia, la Danimarca, la Finlandia e la Groenlandia.
In Italia la miniserie è stata trasmessa su Sky Investigation dall'8 al 29 gennaio 2023 e dal 14 dicembre seguente in chiaro su Giallo.

## Accoglienza
La serie ha ottenuto una valutazione di 72% in base a recensioni da 18 critiche su Rotten Tomatoes.
Chase Hutchinson di Collider ha elogiato la performance di Alfred Molina nei panni dell'ispettore Gamache, classificando la serie una B, scrivendo: "È nei suoi momenti più malinconici e macabri che Il Commissario Gamache - Misteri a Three Pines si imbatte in qualcosa di più sinistro che lo eleva un po' oltre un racconto giallo standard." Brian Tallerico di RobertEbert.com ha definito la serie "una raccolta di gialli intelligenti di due ore che i fan di Agatha Christie o anche di Colombo dovrebbero guardare." Amber Dowling di Variety ha recensito positivamente e ha concluso: "Per ora, questo breve ma dolce adattamento offre un ampio assaggio cinematografico di culture e storie che meritano la piattaforma globale offerta da Prime Video, il tutto rendendo giustizia ai romanzi più venduti su cui sono basati."